# Sông Mahakam
Sông Mahakam là một con sông ở Indonesia. Nó có độ dài 980 km từ huyện Long Apari ở vùng cao nguyên của Borneo, đến cửa sông tại eo biển Makassar.
Thành phố Samarinda, thủ phủ tỉnh Đông Kalimantan, nằm dọc theo sông với cự ly 48 km (30 dặm) tính từ cửa sông.
Sông Mahakam là sông lớn nhất ở Đông Kalimantan, Indonesia, với diện tích lưu vực khoảng 77.000 km². Lưu vực nằm giữa 2° vĩ bắc đến 1° vĩ nam và 113° kinh đông đến 118° kinh đông. Sông này bắt nguồn từ Cemaru , và chảy về phía đông nam, gặp sông Kedang Pahu tại thành phố Muara Pahu. Từ đó, con sông này chảy về phía Đông qua khu vực hồ Mahakam, là một vùng đất thấp phẳng nhiệt đới bao quanh bởi đất than bùn. Ba mươi hồ cạn nằm ở khu vực này, kết nối với sông Mahakam thông qua các kênh nhỏ. Hạ lưu của các kết nối với các hồ Semayang và Melintang, Mahakam gặp ba chi lưu khác - sông Belayan, Kedang Kepala, và Kedang Rantau - và chảy về phía đông nam qua đồng bằng Mahakam, đến eo biển Makassar.

## Các nhánh
Các nhánh chính từ cửa sông:
| Nhánh trái      | Nhánh phải    | Chiều dài (km) | Diện tích lưu vực (km2) | Lưu lượng trung bình (m3/s)* |
| --------------- | ------------- | -------------- | ----------------------- | ---------------------------- |
| Mahakam         | Mahakam       | 980            | 77,243.65               | 3,897.7                      |
|                 |               |                |                         |                              |
|                 | Loa Haor      | 120            | 463.4                   | 11.6                         |
| Jembayan        | 180           | 1,365.6        | 34.7                    |                              |
| Karang Mumus    |               | 40             | 318.3                   | 7                            |
|                 | Tenggarong    |                | 297.1                   | 6.8                          |
| Separi          |               |                | 329.8                   | 9                            |
| Kedang Rantau   | 132           | 3,631.8        | 77.8                    |                              |
| Kedang Kepala   | 323.9         | 15,703.5       | 582.1                   |                              |
| Belayan         | 319           | 9,977.3        | 556.6                   |                              |
| Pela (Semayang) | 10            | 2,206.2        | 65.9                    |                              |
|                 | Kedang Murung |                | 435.1                   | 10.3                         |
| Bongan          | 20            | 2,161.4        | 117                     |                              |
| Kedang Pahu     | 144           | 6,800.3        | 300                     |                              |
| Muyub           |               | 48             | 738.2                   | 32.4                         |
|                 | Kelian        |                | 270.7                   | 14.4                         |
| Pariq           |               | 64             | 1,006.9                 | 50.6                         |
|                 | Ratah         |                | 3,302.9                 | 191.7                        |
| Merah           |               | 51             | 275                     | 13.8                         |
| Medang          |               | 839.3          | 43.5                    |                              |
| Alan            | 32            | 410.6          | 22.6                    |                              |
| Boh             | 71            | 6,624.4        | 365.1                   |                              |
| Nyaan           | 72            | 495.8          | 29                      |                              |
| Tepai           |               | 797.3          | 50.8                    |                              |
| Melaseh         |               | 848.2          | 59.6                    |                              |
|                 | Cihar         |                | 375.4                   | 27.3                         |
| Serata          |               |                | 247.9                   | 19                           |
|                 | Kosso         |                | 410.4                   | 32.7                         |
| Sikê            |               |                | 289.3                   | 23                           |
|                 | Danum Parae   |                | 503.3                   | 42.4                         |
| Sihi            |               | 265.7          | 22.4                    |                              |
| Usok            |               | 448.5          | 35.5                    |                              |

*Giai đoạn: 1971–2000